# Michael Frater
Pour les articles homonymes, voir Frater.
Michael Frater (né le 6 octobre 1982 dans la Paroisse de Trelawny) est un athlète jamaïcain, spécialiste des épreuves de sprint. 
Il est l'actuel codétenteur du record du monde du relais 4 × 100 m, en 36 s 84, performance établie aux côtés de Nesta Carter, Usain Bolt et Yohan Blake le 11 août 2012 lors des Jeux olympiques de Londres. Sur cette distance, il remporte deux titres olympiques en 2008 et 2012, et deux titres de champion du monde en 2009 et 2011.

## Biographie
Il remporte en 2005 la médaille d'argent du 100 m des Championnats du monde d'Helsinki en 10 s 05, derrière Justin Gatlin (9 s 88) et devant le tenant du titre Kim Collins (10 s 05 également). Ce résultat constitue son plus beau succès en individuel dans une compétition internationale de renom d'autant que Gatlin sera dans la suite de sa carrière poursuivi pour des affaires de dopage comme en 2006.
Sixième du 100 m des Jeux olympiques de Pékin, il décroche quelques jours plus tard la médaille d'or du relais 4 × 100 m avec ses coéquipiers jamaïcains en établissant en 37 s 10 un nouveau record du monde de la discipline. L'équipe est disqualifiée en 2017 à la suite d'un contrôle antidopage positif de Nesta Carter.
En 2009, lors des Championnats du monde à Berlin, il ne parvient pas à se qualifier pour la finale mondiale, ne prenant que la cinquième place de sa demi-finale en 10 s 14. Quelques jours plus tard, il remporte la finale des Championnats du monde de Berlin aux côtés de Steve Mullings, Usain Bolt et Asafa Powell. La Jamaïque devance les relais de Trinité-et-Tobago et du Royaume-Uni, et établit avec le temps de 37 s 31 un nouveau record des championnats.
Le 29 août 2010, lors du Meeting de Rieti, Michael Frater finit 5e de la finale avec 9 s 98 (+0,9 m/s) derrière ses compatriotes Nesta Carter, Mario Forsythe, respectivement 1er en 9 s 78 (PB) et 3e, l'Américain Ryan Bailey et le Français Christophe Lemaitre qui bat le record de France en 9 s 97.
Le 30 juin 2011, Asafa Powell établit la meilleure performance mondiale de la saison (MPMA) en 9 s 78, devant Michael Frater (9 s 88) et Christophe Lemaitre (9 s 95). Le 10 juillet, il finit 3e derrière Asafa Powell (9 s 91) et Nesta Carter (9 s 93) au meeting de Birmingham comptant pour la Ligue de diamant avec un temps de 10 s 01.

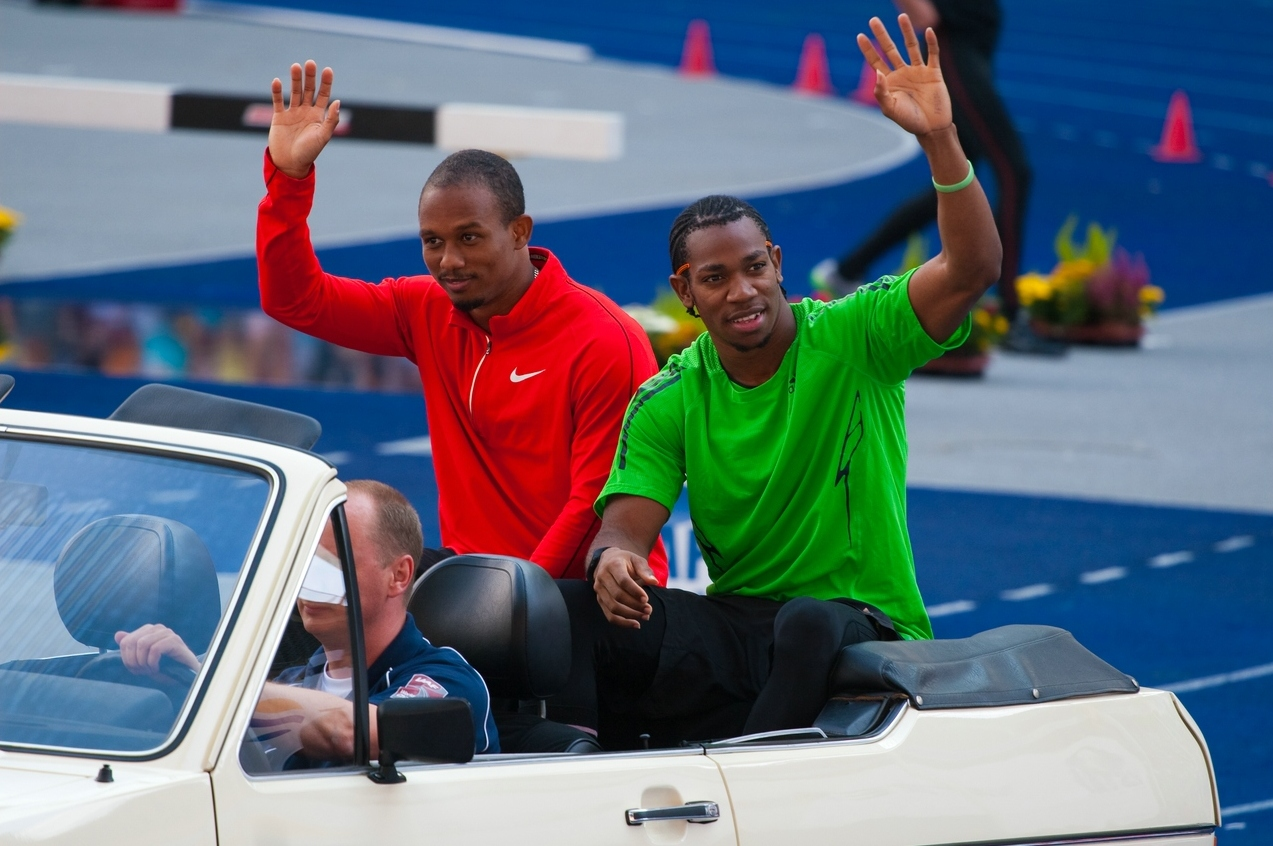
Michael Frater (à gauche) en 2011 lors du meeting ISTAF de Berlin

Lors des Championnats du monde de Daegu en août 2011, il se hisse en demi-finales du 100 m. Il y prend la 6e place en 10 s 23 derrière notamment les deux qualifiés pour la finale Usain Bolt et Christophe Lemaitre. Quelques jours plus tard, il remporte la finale du 4 × 100 m aux côtés de Yohan Blake, Usain Bolt et Nesta Carter. La Jamaïque devance les relais de France et de Saint-Christophe-et-Niévès, établissant avec le temps de 37 s 04 un nouveau record du monde.
En août 2012, lors des Jeux olympiques de Londres, Michael Frater remporte la médaille d'or du relais 4 × 100 m aux côtés de Nesta Carter, Yohan Blake et Usain Bolt. L'équipe de Jamaïque s'impose en 36 s 84, devant les États-Unis et Trinité-et-Tobago, et améliore de 2/10e le record du monde de la discipline qui était déjà en sa possession depuis les Championnats du monde de 2011.
C'est le frère de l'ancien sprinter Lindel Frater.

## Palmarès
| Date | Compétition                          | Lieu              | Résultat | Épreuve   | Temps   |
| ---- | ------------------------------------ | ----------------- | -------- | --------- | ------- |
| 1999 | Championnats du monde de la jeunesse | Bydgoszcz         | 1er      | 4 × 100 m | 40 s 03 |
| 2000 | Championnats du monde juniors        | Santiago du Chili | 5e       | 100 m     | 10 s 46 |
| 2002 | Jeux du Commonwealth                 | Manchester        | 2e       | 4 × 100 m | 38 s 62 |
| 2003 | Jeux panaméricains                   | Saint-Domingue    | 1er      | 100 m     | 10 s 21 |
| 2005 | Championnats du monde                | Helsinki          | 2e       | 100 m     | 10 s 05 |
| 2006 | Jeux du Commonwealth                 | Melbourne         | 1er      | 4 × 100 m | 38 s 36 |
| 2007 | Championnats du monde                | Osaka             | 2e       | 4 × 100 m | 37 s 89 |
| 2007 | Finale mondiale                      | Stuttgart         | 3e       | 100 m     | 10 s 11 |
| 2008 | Jeux olympiques                      | Pékin             | 6e       | 100 m     | 9 s 97  |
| 2008 | Jeux olympiques                      | Pékin             | —        | 4 × 100 m | DQ      |
| 2008 | Finale mondiale                      | Stuttgart         | 3e       | 100 m     | 10 s 10 |
| 2009 | Championnats du monde                | Berlin            | 1er      | 4 × 100 m | 37 s 31 |
| 2009 | Finale mondiale                      | Thessalonique     | 5e       | 100 m     | 10 s 16 |
| 2011 | Championnats du monde                | Daegu             | 1er      | 4 × 100 m | 37 s 04 |
| 2012 | Jeux olympiques                      | Londres           | 1er      | 4 × 100 m | 36 s 84 |

## Records
| Épreuve | Performance         | Lieu       | Date            |
| ------- | ------------------- | ---------- | --------------- |
| 60 m    | 6 s 62              | Liévin     | 14 février 2012 |
| 100 m   | 9 s 88 (+ 1,0 m/s)  | Lausanne   | 30 juin 2011    |
| 200 m   | 20 s 63 (+ 1,0 m/s) | Louisville | 9 mai 2002      |